# Barbara Brlec
Barbara Brlec (ur. 14 kwietnia 1972 w Domžalach) – słoweńska narciarka alpejska, srebrna medalistka mistrzostw świata juniorów.

## Kariera
Po raz pierwszy na arenie międzynarodowej pojawiła się w 1988 roku, startując na mistrzostwach świata juniorów w Madonna di Campiglio. Zajęła tam 32. miejsce w supergigancie i 37. miejsce w gigancie. Jeszcze trzykrotnie startowała na imprezach tego cyklu, w tym zdobywając srebrny medal w gigancie podczas mistrzostw świata juniorów w Hemsedal w 1991 roku. Na tej samej imprezie była też między innymi piąta w kombinacji.
W zawodach Pucharu Świata zadebiutowała 5 stycznia 1992 roku w Oberstaufen, gdzie zajęła 27. miejsce w gigancie. Tym samym wywalczyła pierwsze pucharowe punkty. Nigdy nie stanęła na podium zawodów tego cyklu, najlepszy wynik osiągając 28 lutego 1992 roku w Narwiku, gdzie giganta ukończyła na 21. pozycji. W sezonie 1991/1992 zajęła 106. miejsce w klasyfikacji generalnej.
Wystartowała w gigancie i slalomie na igrzyskach olimpijskich w Albertville w 1992 roku, jednak obu konkurencji nie ukończyła. W gigancie po pierwszym przejeździe zajmowała 24. pozycję.

## Osiągnięcia

### Igrzyska olimpijskie
| Miejsce | Dzień     | Rok  | Miejscowość | Konkurencja | Czas biegu | Strata | Zwyciężczyni       |
| ------- | --------- | ---- | ----------- | ----------- | ---------- | ------ | ------------------ |
| DNF     | 18 lutego | 1992 | Albertville | Supergigant | 1:21,22    | –      | Deborah Compagnoni |
| DNF2    | 19 lutego | 1992 | Albertville | Gigant      | 2:12,74    | –      | Pernilla Wiberg    |

### Mistrzostwa świata juniorów
| Miejsce | Dzień       | Rok  | Miejscowość          | Konkurencja | Czas biegu | Strata | Zwyciężczyni         |
| ------- | ----------- | ---- | -------------------- | ----------- | ---------- | ------ | -------------------- |
| 32.     | 28 stycznia | 1988 | Madonna di Campiglio | Supergigant | 1:16,26    | +3,56  | Sabine Ginther       |
| 37.     | 30 stycznia | 1988 | Madonna di Campiglio | Gigant      | 1:53,22    | +5,06  | Sabine Ginther       |
| 32.     | 5 kwietnia  | 1989 | Aleyska              | Zjazd       | 1:31,91    | +5,07  | Sabine Ginther       |
| 14.     | 6 kwietnia  | 1989 | Aleyska              | Supergigant | 1:20,69    | +2,79  | Sabine Ginther       |
| 17.     | 7 kwietnia  | 1989 | Aleyska              | Slalom      | 1:41,48    | +6,86  | Gabriela Zingre      |
| 16.     | 7 kwietnia  | 1989 | Aleyska              | Gigant      | 2:09,19    | +3,13  | Kimberly Schmidinger |
| 27.     | 8 kwietnia  | 1991 | Geilo                | Supergigant | 1:15,16    | +2,51  | Julie Lunde Hansen   |
| 15.     | 11 kwietnia | 1991 | Geilo                | Zjazd       | 1:08,87    | +1,20  | Céline Dätwyler      |
| 2.      | 12 kwietnia | 1991 | Geilo                | Gigant      | 2:09,95    | +0,51  | Sabina Panzanini     |
| 19.     | 14 kwietnia | 1991 | Geilo                | Slalom      | 1:20,21    | +5,14  | Urška Hrovat         |
| 5.      | 14 kwietnia | 1991 | Geilo                | Kombinacja  | ?          | ?      | Cornelia Meusburger  |

### Puchar Świata

#### Miejsca w klasyfikacji generalnej
- sezon 1991/1992: 106[1].

#### Miejsca na podium
Brlec nigdy nie stanęła na podium zawodów PŚ.